# Mircea Ciobanul

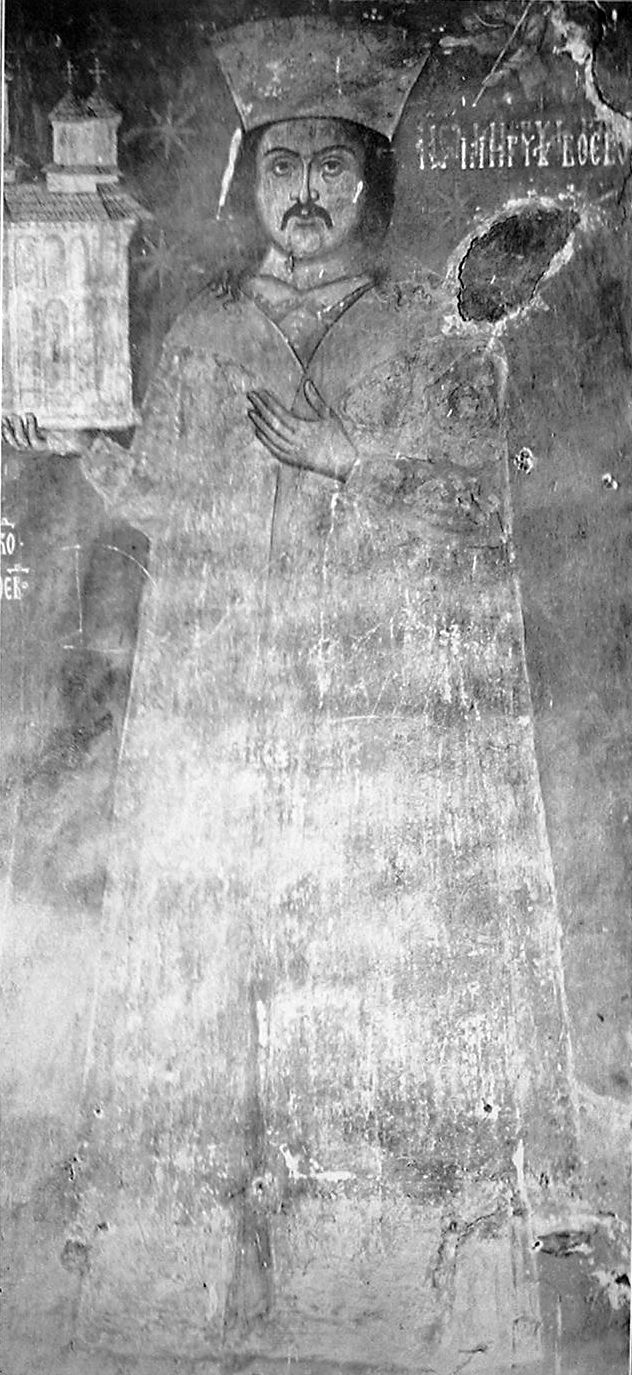
Mircea Ciobanul

Mircea V. Ciobanul († 25. September 1559), rum. Mircea al V-lea Ciobanul, war Fürst der Walachei. 

## Leben
Ciobanul war der fünfte Sohn von Radu cel Mare. Er heiratete Doamna Chiajna, die Tochter von Petru Rares. In der Zeit von 17. Januar 1545 bis 16. November 1552 übernahm Ciobanul zum ersten Mal die Herrschaft über die Walachei. Nach einer verlorenen Schlacht flüchtete der Fürst 1552 nach Giurgiu. Im Mai 1553 erhielt er unter Mitwirkung des moldauischen Fürsten Alexandru Lăpușneanu den Thron zurück. Diesen behielt er nur bis zum 28. Februar 1554. Mit Unterstützung von Sultan Süleyman I. übernahm er von Januar 1558 bis zum 2. September 1559 nochmals die Herrschaft über die Walachei. Im selben Jahr starb Mircea Ciobanul. Er wurde in der Kirche von Curtea Veche in Bukarest begraben.